# SN 2001hz
SN 2001hz – supernowa odkryta 12 listopada 2001 roku w galaktyce A084950+4422. W momencie odkrycia miała maksymalną jasność 23,60m.